# Підмонастирок (Шептицький район)
Підмонастиро́к — село в Україні, в Шептицькому районі Львівської області. Населення становить 83 особи.

## Відомі люди
- Зробок Михайло Павлович —  лицар Бронзового хреста бойової заслуги УПА. Загинув поблизу села.